# Maps (песня Лесли Рой)
«Maps» (с англ. — «Карты») — песня ирландской певицы Лесли Рой для конкурса песни «Евровидение-2021» в Роттердаме, Нидерланды.

## Евровидение
17 декабря 2020 года ирландская национальная телекомпания RTÉ подтвердила, что Лесли Рой будет представлять Ирландию на конкурсе 2021 года. Премьера песни состоялась на утреннем шоу RTÉ 2fm 26 февраля 2021 года. В тот же день было выпущено музыкальное видео на эту песню, снятое Айсом Брэди в горах Уиклоу. В тот же вечер они впервые исполнили песню вживую на Late Late Show.
65-й конкурс «Евровидение» прошел в Роттердаме, Нидерланды и состоял из двух полуфиналов 18 мая и 20 мая 2021 года, а финал состоялся 22 мая 2021 года. 17 ноября 2020 года было объявлено, что Ирландия выступит в первой половине первого полуфинала конкурса. Исполнительница выступила седьмой и по итогу получила 20 баллов, заняв последнее, 16 место.

## Чарты
| Чарт (2021)             | Высшая позиция |
| ----------------------- | -------------- |
| Ирландия (IRMA)         | 76             |
| Литва (AGATA)           | 96             |
| Нидерланды (Single Tip) | 30             |